# Tomàs Abad Alenda
Tomàs Abad Alenda (Novelda, 1845 - 1922) fou un polític valencià.

## Biografia
Va regentar una destil·leria d'alcohol i es va dedicar al comerç de vi i safrà, fou un dels fundadors del Casino de Novelda i el 1883 fou propietari de la Compañía Vinícola de Levante. Políticament, va militar inicialment en el Partit Republicà Possibilista d'Emilio Castelar, però després es va passar al Partit Liberal, amb el que fou escollit alcalde de Novelda el 1901-1903. Durant el seu mandat va dotar la ciutat d'aigua potable i d'una escola de música. Després es passà al Partit Conservador, i en fou elegit diputat provincial el 1896 i el 1917 pel districte de Novelda-Monòver. El seu fill, Tomàs Abad Seller, també fou alcalde de Novelda tres cops, entre 1908 i 1917.